# Everybody Wants to Rule the World
Everybody Wants to Rule the World è una canzone del 1985 del gruppo musicale britannico Tears for Fears, terzo singolo estratto dall'album Songs from the Big Chair.

## Descrizione
Originariamente pensata con il titolo Everybody Wants to Go to War, il brano fu il settimo della carriera dei Tears for Fears ad entrare nella top ten britannica, giungendo alla seconda posizione nell'aprile 1985. Ancora meglio andò negli Stati Uniti d'America, dove Everybody Wants to Rule the World fu il primo singolo ad essere pubblicato dall'album Songs from the Big Chair. Infatti, l'8 giugno 1985 il singolo arrivò in vetta alla classifica statunitense Billboard Hot 100, rimanendovi per due settimane. La BMI ha stimato che dal 1985 il brano ha collezionato oltre due milioni di passaggi radiofonici.
Il brano presenta un uno intensivo del campionatore Fairlight CMI che caratterizza la sonorità di molte parti del brano.

## Video musicale
Il video prodotto per Everybody Wants to Rule the World, filmato nei primi mesi del 1985, fu il terzo video del gruppo ad essere diretto dal celebre regista Nigel Dick. Nel video Curt Smith guida una Austin-Healey 3000 sports d'epoca in varie location in California incluso il lago Salton e Cabazon. Intervallate a queste immagini, se ne vedono altre in cui il gruppo interpreta il brano in uno studio di registrazione. Il video ebbe un ruolo importante nella promozione del gruppo, dato che ebbe una massiccia programmazione su MTV e su tutti i canali tematici.

## Tracce
7"Mercury / IDEA9 (UK)
1. Everybody Wants to Rule the World (4:10)
2. Pharaohs (3:42)

2x7"Mercury / IDEA99 (UK)
1. Everybody Wants to Rule the World (4:10)
2. Pharaohs (3:42)

1. Everybody Wants to Rule the World [Urban Mix] (5:52)
2. Interview Excerpt (7:30)

10"Mercury / IDEA910 (UK)
1. Everybody Wants to Rule the World (4:10)
2. Pharaohs (3:42)

12"Mercury / IDEA912 (UK)
1. Everybody Wants to Rule the World [Extended Version] (5:40)
2. Everybody Wants to Rule the World (4:10)
3. Pharaohs (3:42)

12"Mercury
1. Everybody Wants to Rule the World [Urban Mix] (5:52)
2. Everybody Wants to Rule the World [Instrumental] (4:26)

## Classifiche

### Classifiche settimanali
| Classifica (1985)                | Posizione massima |
| -------------------------------- | ----------------- |
| Australia                        | 2                 |
| Austria                          | 19                |
| Belgio (Fiandre)                 | 3                 |
| Canada                           | 1                 |
| Francia                          | 18                |
| Germania                         | 11                |
| Irlanda                          | 2                 |
| Italia                           | 11                |
| Nuova Zelanda                    | 1                 |
| Paesi Bassi                      | 2                 |
| Regno Unito                      | 2                 |
| Stati Uniti                      | 1                 |
| Stati Uniti (adult contemporary) | 2                 |
| Stati Uniti (dance club)         | 1                 |
| Stati Uniti (dance/electronic)   | 1                 |
| Stati Uniti (mainstream rock)    | 2                 |
| Sudafrica                        | 14                |
| Svizzera                         | 13                |

### Classifiche di fine anno
| Classifica (1985) | Posizione |
| ----------------- | --------- |
| Australia         | 36        |
| Belgio (Fiandre)  | 31        |
| Canada            | 19        |
| Nuova Zelanda     | 9         |
| Paesi Bassi       | 31        |
| Regno Unito       | 24        |
| Stati Uniti       | 7         |
| Classifica (2023) | Posizione |
| Regno Unito       | 53        |
| Classifica (2024) | Posizione |
| Regno Unito       | 86        |

## Il brano nella cultura di massa
La canzone è stata inclusa nella colonna sonora di numerose pellicole fra cui Felix the Cat, Gli amici di Peter, Romy & Michelle, Scuola di geni e Cambia la tua vita con un click. La canzone apparve anche nei primi trailer del film Independence Day, a cui però alla fine fu preferita It's the End of the World as We Know It (And I Feel Fine) dei R.E.M.. Il brano è anche apparso nelle serie televisive Numb3rs, Malcolm, Mr. Robot (interpretata in stile malinconico-dissociato da Angela Moss nel karaoke di un locale notturno nell'episodio Intercettazione Illegale) e nei videogiochi Saints Row 2 e World in Conflict ed è stato reinterpretato da Darren Criss nella popolare serie televisiva Glee. Nel 2014, una cover realizzata da Lorde viene inserita nella colonna sonora di Hunger Games: La ragazza di fuoco, per poi essere utilizzata nei trailer di Assassin's Creed: Unity e Dracula Untold e nella sequenza finale dell'ultima puntata della prima stagione di The Royals.
Il brano viene anche eseguito nel film Pixels e nel 2016 viene pubblicata anche una cover della band Ninja Sex Party.
La canzone è presente anche nei film Ready Player One e Bumblebee. Il 7 novembre 2018 viene inoltre utilizzata nel quarto episodio della terza stagione della serie televisiva statunitense Riverdale, e il 15 maggio 2020 fa da sigla di chiusura del primo episodio della prima stagione di The Great. Il brano è stato più volte campionato e remixato da numerosi artisti, cantanti e DJ, un esempio è quello di Tiësto del 2023, in collaborazione degli stessi Tears For Fears.
La canzone si trova anche nell'ultima sequenza di Cattivissimo me 4 interpretata da Gru e Maxime Le Mal travestiti proprio da Tears for Fears.